# Plus (альбом Аструд Жилберту и Джеймса Ласта)
| Оценки критиков               | Оценки критиков |
| Источник                      | Оценка          |
| ----------------------------- | --------------- |
| AllMusic                      | [ 1 ]           |
| Encyclopedia of Popular Music | ·               |

Plus — совместный студийный альбом бразильской певицы Аструд Жилберту и немецкого композитора Джеймса Ласта, выпущенный в 1986 году на лейбле Polydor Records. Альбом был записан на разных студиях во Флориде (США) и Гамбурге (Германия). Продюсерами выступили сами артисты. В США альбом был выпущен в 1987 году лейблом Verve Records под названием Astrud Gilberto Plus James Last Orchestra с альтернативной обложкой.

## Отзывы критиков
Рон Уинн из AllMusic отметил, что в 1986 году Аструд Жилберту звучит всё также привлекательно. В журнале Billboard написали: «Самая продаваемая вокалистка самбы возвращается на сцену звукозаписи в США с роскошно организованным концертом. Качественные результаты, несомненно, понравятся большому количеству поклонников».

## Список композиций
| №                   | Название                                                             | Автор(ы)                                                 | Длительность |
| ------------------- | -------------------------------------------------------------------- | -------------------------------------------------------- | ------------ |
| 1.                  | «Samba Do Soho» (совместно с Пауло Жобимом)                          | Роналдо Бастос, Пауло Жобим                              | 3:03         |
| 2.                  | «I’m Nothin’ Without You»                                            | Аструд Жилберту, Антонио Карлос Жобим                    | 4:22         |
| 3.                  | «Champagne And Caviar»                                               | Аструд Жилберту                                          | 3:20         |
| 4.                  | «Listen To Your Heart» (совместно с Роном Ластом)                    | Рон Ласт                                                 | 4:30         |
| 5.                  | «Moonrain» (совместно с Пауло Жобимом)                               | Роналдо Бастос, Пауло Жобим                              | 3:22         |
| 6.                  | «Caravan»                                                            | Аструд Жилберту, Ирвинг Миллс, Дюк Эллингтон, Хуан Тизол | 3:45         |
| 7.                  | «Amor E Som»                                                         | Аструд Жилберту                                          | 3:35         |
| 8.                  | «Saci»                                                               | Аструд Жилберту, Пауло Жобим                             | 5:28         |
| 9.                  | «Forgive Me»                                                         | Дудука Фонсека                                           | 4:23         |
| 10.                 | «With Love (When They Turn On The Light)» (совместно с Роном Ластом) | Аструд Жилберту, Джеймс Ласт                             | 3:14         |
| 11.                 | «Agua De Beber»                                                      | Норман Гимбел, Винисиус ди Морайс, Антонио Карлос Жобим  | 3:43         |
| Общая длительность: | Общая длительность:                                                  | Общая длительность:                                      | 42:48        |

## Чарты
| Чарт (1986)                | Высшая позиция |
| -------------------------- | -------------- |
| Нидерланды (Album Top 100) | 42             |